# Eckert (cratère lunaire)
Pour les articles homonymes, voir Eckert.
Eckert est un cratère d'impact sur l'hémisphère nord de la face visible de la Lune.